# Solenopsis dalli
Solenopsis dalli är en myrart som först beskrevs av Kusnezov 1969.  Solenopsis dalli ingår i släktet eldmyror, och familjen myror. Inga underarter finns listade i Catalogue of Life.